# Het Huwelijk
Het huwelijk is een gedicht van de Vlaamse schrijver Willem Elsschot (pseudoniem van Alphonsus Josephus de Ridder). Hij schreef het gedicht op 7 mei 1910 in Rotterdam, toen hij 28 was. Het is een van zijn beroemdste werken en behoort tot de bekendste Nederlandstalige gedichten.

## Inhoud
Het gedicht gaat over een man die met spijt en afschuw zijn ouder wordende vrouw beschouwt. Hij overweegt haar dood te slaan en het huis in brand te steken om ergens anders een nieuwe liefde te vinden.
In het bijzonder de vijfde (de voorlaatste) strofe is bekend geworden:

Maar doodslaan deed hij niet, want tussen droom en daad
staan wetten in de weg en praktische bezwaren,
en ook weemoedigheid, die niemand kan verklaren,
en die des avonds komt, wanneer men slapen gaat.
—  Elsschot, Willem, Het Huwelijk. 

## Waardering
Hoogleraar Ton Anbeek stelde dat het "behoort tot de meest geciteerde gedichten uit de Nederlandse literatuur".
Aart van Zoest plaatste het gedicht op het erepodium van de letteren: "Dat hij de beroemdste van alle Nederlandse dichtregels heeft geschreven, is geen toevalstreffer. (...) Een gruwelijk prachtig gedicht". Hij noemde de vijfde strofe de bekendste poëtische zin uit de Nederlandstalige letteren, de meeste geciteerde en de meest geliefde.
Gerrit Komrij schreef over Het huwelijk: "Toch laat het gedicht niet na diepe indruk te maken op de poëzielezer. Ook nu nog. En bij elke herlezing opnieuw".
In 1997 schreef Adriaan van Dis een antwoordgedicht vanuit het standpunt van de echtgenote. In 2010 deed Tom Lanoye hetzelfde ter ere van het honderdjarige bestaan van het gedicht.

## In populaire cultuur
- Lieve Van Mileghem nam in 1982 een muzikale versie van het gedicht op in samenwerking met Will Ferdy. Ze bracht het uit als single en zette het op haar debuutalbum "Colère is een feest" (1984).